# Ara dei Magi Magiani

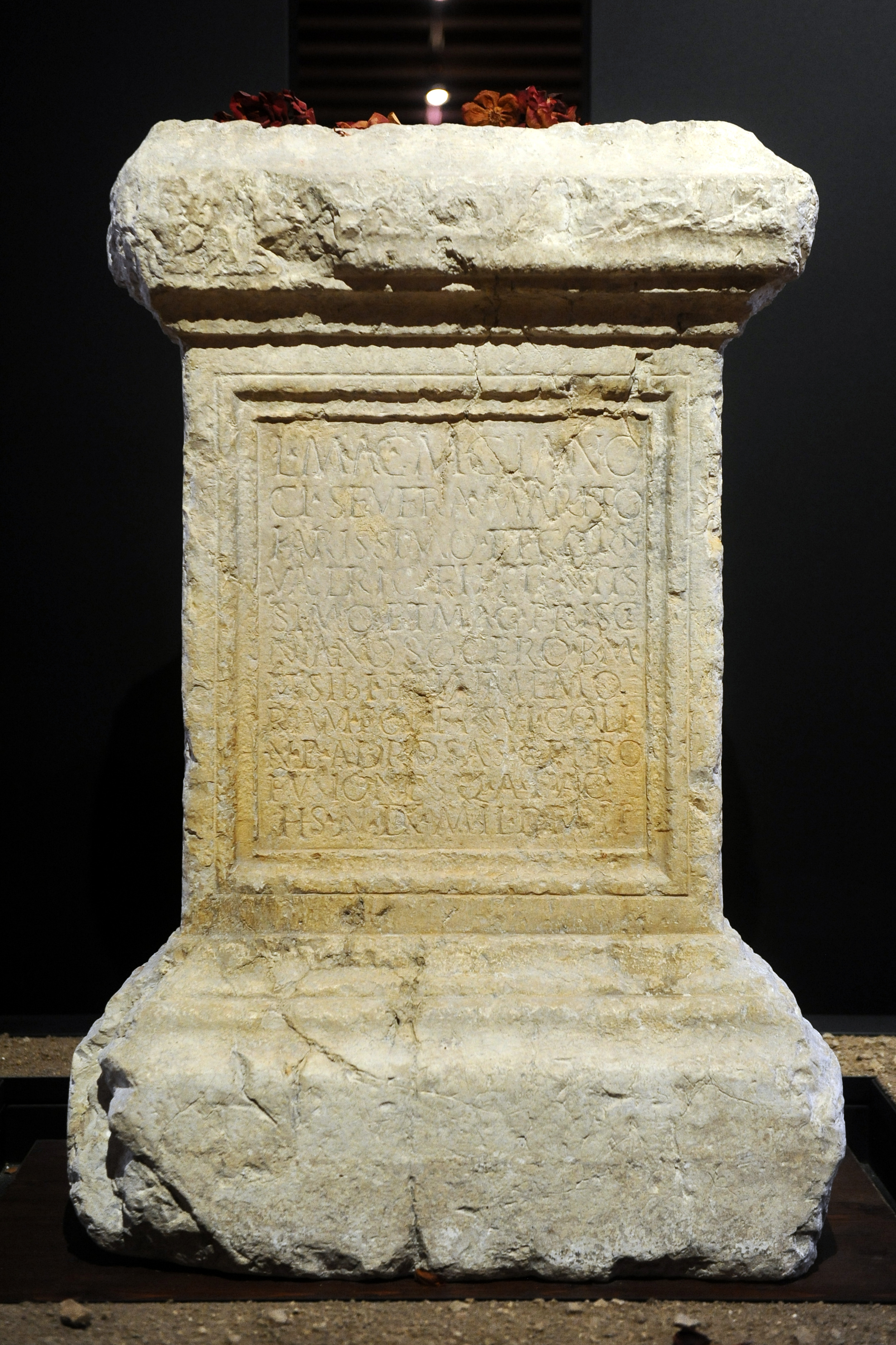
Ara dei Magi Magiani

L'ara dei Magi Magiani è un monumento funerario ad ara in pietra calcarea proveniente da Riva del Garda e conservato nella sezione archeologica del MAG Museo Alto Garda. 

## Descrizione
Il monumento funerario, noto già nel XIX secolo, proviene dall'area archeologica di San Cassiano, a sud del torrente Albola. L'ara venne commissionata da una donna, Claudia Severa, per se stessa e per la sua famiglia, composta dal marito Lucio Magio Magiano, il figlio Cornelio Valerio e il suocero Magio Prisciniano. L'iscrizione prosegue con la menzione di un lascito testamentario: Claudia Severa dispone che la cifra di 60 mila sesterzi, particolarmente elevata, venisse data a un collegium affinché venissero celebrati ogni anno i riti funerari dei Parentalia, tramite la donazione di rose e libagioni. 
L'iscrizione è una fonte di grande importanza per gli studi sui collegia nautarum, le corporazioni di battellieri, la cui attestazione in questo territorio testimonia la presenza di una organizzazione della navigazione nel lago di Garda e di coloro che esercitavano questo mestiere. La sigla COLL N B presente nel testo si presta a due possibili interpretazioni: potrebbe trattarsi del collegium nautarum Benacensium, riferendosi quindi al nome latino del lago di Garda, Benaco, oppure del collegium nautarum Brixianorum, ovvero della città di Brixia (Brescia), sotto il cui controllo ricadeva il territorio di Riva del Garda. L'ara è databile al II - III secolo d.C.

## Iscrizione
Cl(audia) Severa marito 

karissimo et Corn(elio) 

Vâlerio fil(io) pientis 

simo, et Mag(io) Prisĉi 

niano socero b(ene) m(erenti), 

et sibi; et in memo 

riam eor(um) et sui coll(egio) 

n(autarum) B(rixianorum) ad rosas et pro 

fusiones q(uot)a(nnis) f(aciendas) a(tque) c(urandas?) 

((sestertium)) n(ummum) LX mil(ia) dedit. 

D(is) M(anibus).»
Claudia Severa al marito 

carissimo, e a Cornelio 

Valerio, figlio devotissimo, 

e a Magio Priscianiano, 

suocero che ha ben meritato, 

e a se stessa; e in memoria 

di loro e di se stessa diede al collegio 

dei battellieri bresciani affinchè delle rose 

e delle libagioni si prendessero cura ogni anno 

la cifra di 60 mila sesterzi. 

Agli Dei Mani.»